# 권희
권희(權喜, 1794년 ~ 1839년 9월 3일)는 조선의 천주교 박해 때에 순교한 한국 천주교의 103위 성인 중에 한 사람이다. 세례명은 바르바라(Barbara)이다.
그녀는 순교자 집안 사람이다. 그녀는 이광헌 아우구스티노의 부인이며 이 아가타의 어머니이며 이광렬 요한의 형수이다.

## 생애
권희는 한 이교도 집안에서 태어났지만, 1817년 경에 그녀의 남편과 함께 천주교 신자가 되었다. 박해에도 불구하고 그녀는 위험을 무릅쓰고 앵베르 주교와 선교사들에게 숙식을 제공해주었다. 또한 그녀는 그 사람들이 그녀의 집을 미사 및 성사 그리고 교리 수업을 위한 모임 장소로 사용하도록 허락해주었다.
1839년 기해박해로 4월 7일에 권희는 모든 가족과 함께 체포되어 포도청과 형조에서 여러 차례 혹독한 고문을 받았다. 그녀에게 있어서 가장 고통스러웠던 것은 같이 체포된 그녀의 16세 된 딸과 보다 어린 아들이 처참한 고문과 배고픔, 목마름 그리고 추위를 겪는 것을 보는 일이었다. 형리들은 법에 형조에서 어린이들을 심문하는 것이 금지되어 있었다는 구실로, 고문 중에 그녀와 자식들을 재회케도 하며 그녀에게 배교를 강요했다. 얼마 후에 권희의 시어머니와 아들은 석방되었지만, 딸은 남아서 어머니와 함께 참혹한 수감 생활과 고문을 마저 견뎠다.
권희는 모든 유혹과 형벌 그리고 고문을 견뎠으며 5개월 간의 옥고 끝에 1839년 9월 3일에 서소문 밖으로 끌려나가 다섯 명의 교우들과 함께 참수되었다. 그녀가 순교의 영관을 썼을 때의 나이 46세였다.

## 시복 · 시성
권희 바르바라는 1925년 7월 5일에 로마 성 베드로 광장에서 교황 비오 11세가 집전한 79위 시복식을 통해 복자 품에 올랐고, 1984년 5월 6일에 서울특별시 여의도에서 한국 천주교 창립 200주년을 기념하여 방한한 교황 요한 바오로 2세가 집전한 미사 중 이뤄진 103위 시성식을 통해 성인 품에 올랐다.

## 참고 문헌
- 마리아 사랑넷: 성녀 권희 바르바라 (權喜 Barbara)
- (영어) Catholic Bishop's Conference Of Korea: 103 Martryr Saints 권희 바르바라 Barbara Kwon Hui 보관됨 2014-10-06 - 웨이백 머신